# Clavus nodulosa
Clavus nodulosa is een slakkensoort uit de familie van de Drilliidae. De wetenschappelijke naam van de soort is voor het eerst geldig gepubliceerd in 1863 door Pease.